# Joan Baez
Joan Chandos Báez (født 9. januar 1941 i Staten Island, New York, USA) er en amerikansk folkemusiker, guitarist og sangskriver.
Hun fik sit gennembrud i begyndelsen af 1960'erne. Hun var en af frontfigurene i amerikansk folkemusik og i protesterne mod Vietnamkrigen.
Baez har en høj, lys stemme og akkompagnerer sig selv på akustisk guitar. Blandt hendes mest kendte indspilninger er "We Shall Overcome", "Farewell Angelina", "Donna Donna", "Amazing Grace" og "The Night They Drove Old Dixie Down".
Hun er aktiv pacifist.
Baez havde en yngre søster, Mimi Fariña, som også var folkemusiksanger.

## Diskografi (udvalg)
- 1960 Joan Baez
- 1960 Joan Baez, Volume 2
- 1962 Joan Baez in Concert
- 1965 Farwell Angelina
- 1966 Noel
- 1967 Joan
- 1969 David's Album
- 1970 One Day At A Time
- 1975 Diamonds & Rust
- 1977 Blowin Away
- 1979 Honest Lullaby
- 1987 Recently
- 1995 Ring Them Bells (med gæsteoptræden af flere artister, bl.a. Leonard Cohen og Dar Williams)
- 1997 Gone From Danger
- 2003 Dark Chords On A Big Guitar